# Новокургатай
Новокургата́й — село в Акшинском районе Забайкальского края России. Административный центр сельского поселения «Новокургатайское».

## География
Находится на востоке района, по берегу реки Кургатайка, на расстоянии 12 километров к северо-востоку от райцентра — села Акши.
Климат
Климат характеризуется как резко континентальный с продолжительной холодной зимой и сравнительно тёплым летом. Средняя температура воздуха самого холодного месяца (января) составляет −22,7 °C; средняя температура самого тёплого месяца (июля) — 38 °C. Среднегодовое количество атмосферных осадков составляет 350—410 мм. Большая часть осадков (до 85 %) выпадает в течение тёплого сезона. Продолжительность безморозного периода составляет от 85 до 100 дней в году.

## История
Основано в 1809 году, под другим данным в 1811 году как крестьянский пункт Кургатай.
После 1917 года основано село Новый Кургатай. Старый и Новый Кургатай в 1929 году создали сельхозкоммуну, просуществовавшую до апреля 1930 года.

## Население
| 1989 | 2002 | 2010 | 2021 |
| ---- | ---- | ---- | ---- |
| 943  | ↘777 | ↘640 | ↘516 |

Гендерный состав
На 2007 год из 777 жителей мужчин 370, женщин 407.
Национальный состав
Согласно результатам переписи 2002 года русские составляли 90 % из 777 жителей.

## Инфраструктура
В селе функционируют фельдшерско-акушерский пункт, основная общеобразовательная школа.

## Транспорт
Стоит на автодороге регионального значения Бырка — Акша.
От села идёт дорога регионального значения «Ново-Кургатай — Орой» протяженностью 36 км